# Katadioptrický objektiv
Katadioptrický objektiv (někdy také zrcadlový) je speciální typ objektivu používaný především ve fotografii a astronomii. Využívá tzv. katadioptrický systém, kombinaci zrcadel a čoček za účelem dosažení velkých ohniskových vzdáleností. Tento typ objektivu umožňuje vysoké zvětšení, které by bylo u klasických čočkových objektivů rozměrově a finančně náročné. Zrcadlové objektivy jsou populární především v oblasti astrofotografie, kde je důležité dosáhnout vysoké přesnosti.

## Konstrukce a princip fungování
Základem zrcadlového objektivu je systém dvou zrcadel - primárního a sekundárního. Primární (konkávní) zrcadlo shromažďuje světlo a odráží ho zpět na sekundární (konvexní) zrcadlo, které následně světlo zaměřuje na rovinu, kde vzniká obraz. Tento princip umožňuje složení světla na delší ohniskovou vzdálenost bez nutnosti zvyšovat délku objektivu, čímž se zrcadlové objektivy značně liší od běžných čočkových objektivů. Navíc katadioptrické systémy téměř úplně odstraňují chromatickou aberaci, která je častým problémem u čoček s dlouhou ohniskovou vzdáleností. Zároveň snižují mimoosové zkreslení, které bývá typické u zrcadlových dalekohledů.

### Varianty
Zrcadlové objektivy jsou typicky navrženy ve dvou základních variantách:
- Maksutovův-Cassegrainův objektiv - používá korekční meniskovou čočku umístěnou před primárním zrcadlem, která kompenzuje optické vady a zlepšuje kvalitu obrazu.

- Schmidtův-Cassegrainův objektiv - obsahuje korekční desku před primárním zrcadlem, která rovněž minimalizuje optické vady a dodává vyšší kvalitu výsledného obrazu.

## Výhody
Kompaktnost: Díky využití zrcadel mohou být objektivy mnohem kratší při zachování dlouhé ohniskové vzdálenosti.
Vysoká světelnost: Konstrukce umožňuje dosáhnout větší světelnosti, což je výhodné při focení ve špatných světelných podmínkách.
Minimalizace barevných vad: Zrcadla nepodléhají chromatické aberaci (barevným vadám) jako čočky, protože neohýbají světlo.

## Nevýhody
Zrcadlové objektivy nemají možnost zaclonění ani automatického ostření (autofokusu), takže je s nimi vždy třeba fotografovat pouze v plně manuálním režimu a neumožňují kontrolovat hloubku ostrosti. Mohou také trpět obrazovou vadou zvanou koma, tedy zdeformováním obrazu na okrajích, které způsobuje zakřivení zrcadel.